# 丽江 (湖南)
丽江位于中华人民共和国湖南省平江县东南部，是汨罗江右岸支流，发源于平江与浏阳交接处的芦头林场杉皮坳，蜿蜒向北流经苦竹埚、倒冲、苦竹坪、芦头村、丽江村、黄泥洞、上街头等地，于加义镇姜年村汇入浏阳河。流域面积113平方公里，天然落差308米，平均坡降7.5‰。